# 1983년 뉴욕 영화 비평가 협회상
제49회 뉴욕 영화 비평가 협회상은 1983년 영화를 대상으로 하는 시상식이다.

## 수상 및 후보

### 작품상
- 애정의 조건

### 감독상
- 화니와 알렉산더 - 잉그마르 베르히만 수상

### 각본상
- 시골 영웅 - 빌 포사이스 수상

### 여우주연상
- 애정의 조건 - 셜리 맥클레인 수상

### 남우주연상
- 텐더 머시스 - 로버트 듀발 수상

### 여우조연상
- 가장 위험한 해 - 린다 헌트 수상

### 남우조연상
- 애정의 조건 - 잭 니콜슨 수상

### 촬영상
- 젤리그 - 고든 윌리스 수상

### 외국영화상
- 화니와 알렉산더